# Tracy Camilla Johns
Tracy Camilla Johns (Queens, 12 aprile 1963) è un'attrice statunitense.

## Biografia
È nota principalmente per aver interpretato il ruolo di Nola in Lola Darling, diretto da Spike Lee nel 1986, film per cui venne candidata all'Independent Spirit Award alla miglior attrice protagonista nel 1987.
È successivamente apparsa nello spot del 1988 delle Air Jordan, accanto al grande Michael Jordan, fra l'altro suo coetaneo.
La Johns è tornata a interpretare il ruolo di Lola Darling (ormai divenuta una donna anziana e testimone di Geova) nel 2012, nel film Red Hook Summer, sempre diretto da Spike Lee.

## Filmografia

### Cinema
- Lola Darling (She Gotta Have It), regia di Spike Lee (1986)
- Mo' Better Blues, regia di Spike Lee (1990)
- New Jack City, regia di Mario Van Peebles (1991)
- Red Hook Summer, regia di Spike Lee (2012)

### Televisione
- Casa Keaton (Family Ties) - serie TV, 1 episodio (1987)
- Snoops - serie TV, 8 episodi (1989)